# Тачно у 05,00
„Тачно у 05,00” је југословенски кратки филм из 1968. године. Режирао га је Вукоман Миловановић а сценарио су написали Живко Космина и Вукоман Миловановић.

## Улоге
| Глумац       | Улога |
| ------------ | ----- |
| Хусеин Чокић |       |
| Душан Тадић  |       |